# Shutterstock
Shutterstock, Inc. – amerykańskie przedsiębiorstwo zajmujące się dostarczaniem zdjęć stockowych, klipów wideo oraz ścieżek muzycznych, z siedzibą w Nowym Jorku. Założone w 2003 przez amerykańskiego programistę i fotografa Johna Oringera, Shutterstock hostuje bibliotekę ponad 400 milionów obrazów dostępnych do wykupienia na licencji. Od 2012 roku spółka jest obecna na Nowojorskiej Giełdzie Papierów Wartościowych (NYSE).

## Model biznesowy
Shutterstock udziela licencji na media do pobrania online w imieniu fotografów, projektantów, ilustratorów, twórców wideo i muzyków, utrzymując bibliotekę ponad 400 milionów zdjęć, grafik wektorowych i ilustracji bez tantiem. Shutterstock ma również w swoim portfolio ponad 10 milionów klipów wideo i ścieżek muzycznych. Shutterstock ma obecnie kilka modeli płatności, The Atlantic napisał w 2012 roku, że Shutterstock „jest pionierem w podejściu subskrypcyjnym do sprzedaży zdjęć stockowych, umożliwiając klientom pobieranie obrazów zbiorczo, a nie à la carte”. Atlantic napisał ponadto, że Shutterstock to „społeczność internetowa w stylu Facebooka, Twittera lub Pinteresta, której wartość opiera się prawie całkowicie na entuzjazmie jej twórców”.
Ponieważ potencjalni współpracownicy mogą zgłaszać się do witryny za darmo, Shutterstock ma zespół recenzentów „dbających o zapewnienie spójności i jakości redakcyjnej”. Od 2016 r., jeśli jedno z dziesięciu zdjęć fotografa zostanie zaakceptowane, wówczas staje się on zatwierdzonym współpracownikiem Shutterstocka. Do 2011 r. tylko około 20 procent kandydatów zostawało zatwierdzonych, a „mniej niż 60 procent wszystkich zdjęć przesłanych przez zatwierdzonych współpracowników zostało ostatecznie umieszczonych na stronie”. Po zatwierdzeniu współpracownicy mogą rozpocząć przesyłanie swoich prac za pośrednictwem strony internetowej. Współpracownicy dostarczają słowa kluczowe, kategoryzują obrazy i przesyłają je do „kolejki kontrolnej”, gdzie obrazy są sprawdzane pod kątem jakości, użyteczności oraz praw autorskich i znaków towarowych. Za każdym razem, gdy zdjęcie jest pobierane, fotograf otrzymuje zryczałtowaną stawkę. Jak wyjaśnia VICE, „fotografowie zachowują prawa autorskie do swoich obrazów, ale Shutterstock ma pełne pozwolenie na sprzedaż, wyświetlanie i licencjonowanie obrazu klientom w swojej witrynie bez ostatecznej zgody fotografa”.